# ۲۶ رمضان
۲۶ رمضان، بیست و ششمین روز از ماه رمضان در تقویم هجری قمری است.
در تقویم هجری قمری قراردادی این روز دویست و شصت و دومین روز سال است.

## درگذشتگان
- ۱۱۲۵ (قمری) درگذشت آقا جمال خوانساری مؤلف کتاب کلثوم ننه